# Złota (Pińczów)
Pour les articles homonymes, voir Złota.
Złota est un village de la voïvodie de Sainte-Croix et du powiat de Pińczów. Il est le siège de la gmina de Złota et compte environ 1 200 habitants.